# Eric Holcomb
Eric Joseph Holcomb (Indianápolis, Indiana; 2 de mayo de 1968) es un político y militar estadounidense que se desempeñó como el 51.º gobernador de Indiana de 2017 a 2025. Habiendo servido durante 6 años como Oficial de Inteligencia en la Armada de los Estados Unidos, se unió al Partido Republicano en 1997, del cual entre 2010 y 2013 fue presidente en Indiana.

## Inicios y formación
Nacido en la ciudad estadounidense de Indianápolis (Estado de Indiana), el día 2 de mayo de 1968. 
Se graduó por el "Pike High School" de Indianápolis y por el "Hanover College" en 1990. Mientras estaba en Hanover,  perteneció a la fraternidad "Phi Gamma Delta", de la cual fue el presidente. Más tarde sirvió durante un total de seis años como Oficial de Inteligencia militar en la Armada de los Estados Unidos (U. S. Navy). 
Durante sus seis años como Oficial de la Armada, estuvo destinado en Jacksonville (Florida) y en Lisboa (Portugal).

## Carrera política
En 1997 inició su carrera política dentro del Partido Republicano. Primeramente comenzó a trabajar para el miembro de la Cámara de Representantes de los Estados Unidos, John Hostettler y en el 2000 ya se postuló para la Cámara de Representantes del Estado de Indiana, pero fue derrotado por el político John Frenz.
Seguidamente sirvió durante varios años como asesor del Gobernador del Estado, Mitch Daniels. A partir de 2010 se convirtió en el nuevo Presidente del Partido Republicano de Indiana, pero en el 2013 presentó su renuncia. Más tarde iba a suceder a Dan Coats como candidato al Senado por Indiana, pero finalmente en febrero de 2016 retiró su candidatura.

### Vicegobernador de Indiana
Después de que la Vicegobernadora Sue Ellspermann anunciara su renuncia al cargo, el entonces Gobernador Mike Pence eligió a Eric Holcomb para sucederla y para que fuera su compañero en las próximas elecciones del estado. Prestó juramento como Vicegobernador el 3 de marzo de 2016.

### Gobernador de Indiana
Cuando Mike Pence dejó el cargo de gobernador para ser el candidato a la Vicepresidencia de Donald Trump en las Elecciones Presidenciales de 2016, Eric Holcomb dejó su candidatura a vicegobernador para poder ser gobernador. Finalmente el Comité Republicano del Estado lo seleccionó para reemplazar a Mike Pence como candidato a gobernador y en las elecciones logró obtener la victoria tras derrotar al candidato demócrata John R. Gregg.
Eric Holcomb juramentó su cargo como nuevo y 51.º Gobernador del Estado de Indiana, el día 9 de enero de 2017.
Como nueva Vicegobernadora, ha elegido a la política Suzanne Crouch.